# Gélson Baresi
Gélson Tardivo Gonçalves Júnior, mais conhecido como Gélson Baresi (Brasília, 11 de maio de 1974) é um ex-futebolista brasileiro, que foi zagueiro do Flamengo, Cruzeiro e Coritiba.

## Carreira

### Flamengo
Formado no Flamengo, passou por quase todas as seleções de base do Brasil - foi campeão mundial sub-20 em 93 - e subiu aos profissionais com apenas 17 anos.
Em 1992, logo de cara, participou da conquista do Campeonato Brasileiro de Futebol.
Nunca chegou a ser titular absoluto, mas mesmo assim a torcida o apadrinhou como Gélson Baresi, em homenagem ao grande zagueiro italiano Franco Baresi.

### Cruzeiro
Em 1995, deixou o Flamengo e foi jogar no Cruzeiro, aonde sagrou-se campeão da Copa do Brasil e da Taça Libertadores da América.

### Coritiba, Fluminense e Atlético
Depois da boa fase no Cruzeiro, passou por Coritiba, Fluminense e Atlético Mineiro, sem conseguir repetir o sucesso anterior.

### Vitória de Setúbal
Gélson também teve uma passagem pelo futebol europeu, entre 2000 e 2002, quando defendeu o Vitória de Setúbal.

### Coritiba, Paraná, Marília e Ceará
Retornando ao Brasil, jogou no Paraná, Marília e Ceará, também sem muito destaque.

### CFZ do Rio
Encerrou sua carreira, em 2006, jogando pelo modesto CFZ, aos 32 anos de idade.

## Títulos
Flamengo
- Campeonato Brasileiro:1992
- Taça Cidade do RJ: 1993
- Pepsi Cup '94: 1994
- Torneio Internacional de Kuala Lumpur: 1994
- Taça Guanabara:1995

Cruzeiro
- Copa Ouro:1995
- Copa Master da Supercopa:1995
- Copa do Brasil: 1996
- Campeonato Mineiro: 1996, 1997
- Libertadores da América: 1997

Coritiba
- Campeonato Paranaense: 2003

Parana
- Copa Vila Velha:2004
- Torneio Quadrangular de Tangará da Serra-MT:2004

Ceará
- Campeonato Cearense: 2006

Seleção Brasileira
- Campeonato Mundial Sub-20: 1993